# Laks
Laks (Salmo salar) eller atlanterhavslaks er en anadrom fiskeart, der starter sit liv i vandløb (ferskvand), hvor den lever af insekter indtil smoltificeringsprocessen starter. Her ændrer laksens anatomi sig, og forbereder sig til et liv i saltvand, hvor den opholder sig indtil den bliver kønsmoden og skal gyde. Her trækker laksen op i det samme vandløb som den klækkedes i. Med laks kan også menes slægten Salmo, der omfatter knap 50 arter, heriblandt ørred (Salmo trutta). Endvidere findes forskellige laksearter i slægten stillehavslaks.
Laks opdrættes intensivt i akvakulturer i mange dele af verden. Blandt lystfiskere er laksen et værdsat bytte.

## Udseende
Laks er en sølvskinnende slank fisk. Den ligner en ørred, men har en slankere halerod, færre pletter under sidelinjen, ligesom gællegitterstavene på den forreste gællebue er stavformede, og ikke knudeformede som hos ørreden. Laksen ændrer udseende forud for gydningen. Sølvfarven forsvinder, og gydedragen er markant mørkere. Hannen udvikler en tydelig kæbekrog, og kroppen får et rødligt skær med sorte, røde, rødbrune og orange pletter.
Laksen vejer normalt 1-15 kilo. I sjældne tilfælde kan den veje over 20 kilo.
I 1928 blev der fundet en død laks i Skjern Å på 150 centimeter. Det er den næstlængste laks, der nogensinde er set i verden. Det var en stærkt farvet fisk, som havde stået mange måneder i åen. Ved fundet vejede den 22 kilo. Som blank opgangslaks vil den, vurderet ud fra den imponerende længde, have kunnet veje over 30 kilo!

## Levevis
Laks er en anadrom fisk. Det vil sige, at den vandrer fra havet til ferskvand for at gyde. Laksen vender normalt tilbage til det vandløb, hvor den er klækket. Det har vist sig at være laksens evne til at huske lugten af det vandløb, hvor den levede som ung, der gør den i stand til at vende tilbage. Derfor er laksene i de enkelte vandløb tilnærmelsesvis genetisk isolerede, fordi en laks fra et vandløb sjældent parrer sig med en fra et andet. Der findes derfor forskellige stammer af laks, der gennem tiden har tilpasset sig til de specifikke forhold i de enkelte vandløb.
Når en laks vandrer op i en elv eller å, kan den møde forhindringer som vandfald, men den er i stand til at springe op af vandet for på den måde at forcere forhindringen. I nogle tilfælde kan laksen springe op til tre meter op af vandet og endda svømme videre nogle meter op ad vandstrålen.

## Udbredelse
Der lever laks på begge sider af Atlanterhavet. På det europæiske kontinent er laksen udbredt fra Portugal i syd til Hvidehavet i nord. Der findes laks i op mod 100 elve på Island og i en enkelt elv i Sydgrønland. I det nordøstlige Nordamerika findes laksens sydgrænse ved New York.
Tidligere var laksen udbredt i mange europæiske floder, og man fiskede mængder af laks i Seinen, Loire og Rhinen. Men laksen forsvandt gradvist under industrialiseringen i det 1800-tallet, hvor forurening og udretning og uddybning af vandløbene ødelagde de fysiske forhold. Samtidig betød anlæg af dæmninger ved vandkraftværker, at laksen blev forhindret i at vandre til og fra gydepladser højere oppe i vandløbene. I havet betød overfiskeri med drivgarn, at mange betande blev fisket i bund. I de seneste årtier har man forsøgt, via naturgenopretningprojekter og bygning af fisketrapper ved vandkraftværker, at hjælpe bestandene, og der er aftalt begrænsninger på fiskeriet. Således er laksebestanden i for eksempel Skjern Å vendt kraftigt tilbage.
I Danmark findes fire bestande af vildlaks, nemlig i Storå, Skjern Å, Varde Å og Ribe Å. I de tre sidstnævnte opretholdes bestanden helt eller delvist gennem udsætninger. Da disse bestande har oplevet fremgang i de seneste år, og da hjælpearbejdet sandsynligvis vil fortsætte i fremtiden, vurderes arten i den danske rødliste til at være Ikke truet (LC).

### Forplantning
Laks gyder i vandløb af passende størrelse og med dybder på 0,5-2 meter. Der skal være frisk til rivende strøm med en bund af grus og sten. Desuden skal vandet være rent og iltrigt. Æggene gydes i en gydegrube (en hulning), som laksehunnen graver i vandløbsbunden. Samtidig med at hunnen gyder æggene, gyder hannen sæden, og befrugtningen finder sted i vandfasen. Herefter dækker hunnen æggene med grus og sten, så de befrugtede æg ligger 10-50 centimeter nede i vandløbsbunden. En laksehun gyder 2.500 til 10.000 æg alt efter størrelse. Gydningen finder sted om efteråret eller vinteren, alt efter hvilken laksestamme der er tale om. Hen på foråret klækker æggene.
Den nyklækkede lakselarve har på bugen en stor blommesæk. Blommesækken er en slags madpakke, som lakselarven lever af de første uger efter klækning. Når blommesækken er ved at være opbrugt, begynder lakselarverne at bevæge sig op gennem gruset, og når vandtemperaturen er omkring 8 °C, dukker lakseynglen frem af gydebanken.

### Opvækst i ferskvand og smoltifikation
Efter at have forladt gydebanken, finder lakseynglen et passende sted i vandløbet, hvor der er skjul og gode muligheder for at finde føde. Lakseynglen er territoriehævdende og vil forsøge at bortjage artsfæller, der kommer inden for synsvidde. Derfor spredes lakseynglen fra en gydebanke over store områder i vandløbet, hvor der er egnede opvækstpladser. I det første stykke tid lever lakseynglen af vandlopper og små insektlarver. Senere består føden af større insektlarver, krebsdyr og mindre fisk. Alt efter stamme og opvækstvilkår lever lakseynglen 1-6 år i vandløbet, før den vandrer ud i havet. Før nedvandringen til havet, der typisk foregår fra april til juni, gennemgår laksen en del fysiologiske, morfologiske og adfærdsmæssige forandringer, den såkaldte smoltifikation. Når disse forandringer er indtruffet, kaldes den unge laks for en smolt, og den er nu klar til livet i havet. De morfologiske forandringer består i, at laksen, fra at være godt camoufleret til livet nær vandløbsbunden, bliver slank og sølvblank, og skællene bliver løse. Dermed er den bedre camoufleret, når den påbegynder sin nye livsfase i havet. Fysiologisk bliver laksen i stand til at osmoregulere i saltvand. Det vil sige, at den som smolt kan udskille overskydende salt fra kroppen. Adfærdsmæssigt skifter laksen levevis fra at være bundlevende til at søge op i vandsøjlen, og fra at være territorial til at være en stimefisk. Alle disse forandringer er hormonelt styrede og sættes i gang allerede om efteråret, før den egentlige smoltifikation. Tidspunktet for nedvandringen mod havet styres af vandtemperatur og daglængde. Når de rette forhold er til stede, samles laksesmoltene i stimer og lader sig mere eller mindre passivt drive med strømmen mod havet. De svømmer dog også aktivt. For at undgå rovfisk og fiskeædende fugle foregår nedvandringen primært om natten.

### Opvækst i havet
I havet forbliver laksen i stimer og fortsætter vandringen mod ædepladser i Nordatlanten. Disse ædepladser er tilsyneladende afhængige af forekomsten af egnede fødedyr som rejer, sild og tobis. Især områder omkring Færøerne, Island og Grønland tiltrækker laks på ædevandring. Laks fra vandløb, der udmunder i Østersøen, forbliver i Østersøen og kaldes for baltiske laks eller Østersø-laks. Efter 1-4 år i havet begynder laksens vandring tilbage til det vandløb, den forlod som smolt. Det er delvist uvist, hvordan laksen er i stand til at finde tilbage til det specifikke vandløb, men jordens magnetfelt, havstrømme og laksens lugte- og smagssans er tilsyneladende de vigtigste faktorer. På et tidspunkt under vandringen tilbage mod 'barndomsvandløbet' stopper laksen med at tage føde til sig.

### Vandring mod gydesteder
De voksne laks vandrer op i vandløbet fra februar til oktober og kan derfor forud for gydningen opholde sig i vandløbet i flere måneder uden at tage føde til sig. Tilbage i vandløbet skifter laksen atter udseende. Hunnen bliver gråbrun til sort, mens hannen antager brune og rød-orange farvenuancer og udvikler en karakteristisk kæbekrog. Desuden indlejres skællene i et kraftigt slimlag. Under selve gydningen har den voksne laksehan ofte travlt med at jage rivaler væk. Denne adfærd udnyttes ofte af små, tidligt kønsmodne hanner, der endnu ikke har været i havet. De kaldes populært for 'snigrere': De sniger sig til at befrugte en vis andel af hunnens æg. Efter gydningen vil de voksne laks efter en tid begynde vandringen tilbage mod havet. Men de fleste er så afkræftede efter det lange ophold i vandløbet uden føde og efter gydningens strabadser, at de omkommer, inden de når havet, hvor de kan genvinde deres energireserver. Det er derfor meget få laks, der gyder mere end én gang.

## Vänernlaks
Vänern har laks kendt som vänernlaks. De lever hele deres liv i ferskvand. De yngler i tilstødende vandløb til Vänern og bruger søen som deres 'hav'. Der findes to undergrupper af vänernlaks. Den ene undergruppe, gullspånglaksen, er opkaldt efter den østlige elv Gullspångsälven. Den anden er klarälvlaksen, som hovedsagelig yngler i Klarälven. Man mener, at laksen har udviklet sig i Vänern gennem 9.000 år.

## Akvakultur
Laks opdrættes stort set med de samme metoder som opdræt af ørreder. Æg og sæd stryges af gydenmodne fisk og blandes omhyggeligt. De befrugtede æg klækkes i klæknings-beholdere eller sliptanke med rindende ferskvand. De unge laks opdrættes med tørfoder i tanke eller damme til den alder, hvor de konverterer til livet i saltvand. Herefter opdrættes fiskene normalt i netbure i fjorde eller ud for kysten, indtil de er store nok til at sælges. Norge er den største producent af opdrættede laks, efterfulgt af Chile. Færøerne er også en stor producent af opdrættet laks, og knap halvdelen af Færøernes eksport i værdi kommer fra opdrættet laks.
Lakseopdræt er kontroversielt. Lakselus-problematikken er én grund. I burene i havet, hvor laksene opdrættes, opstår ideelle betingelser for en snylter kaldet lakselus. De kan opformeres i store mængder og sprede sig til vildfisk, som vandrer forbi. Dette er særligt et problem for smolten, altså de unge laks, som vandrer ud i havet om foråret. Hvis der sætter sig flere end cirka 10 lakselus på en laksesmolt, vil den gå til. Lakselus bider sig fast i fiskens hud, og såret åbner for infektioner, ligesom fisken svækkes af parasitterne, der fortærer dens blod og væv.
En anden grund til kritik af lakseopdræt er, at opdrættede laks fra tid til anden bryder ud af netburene. Det kan ske som følge af stormvejr, angreb af sæl, ligesom der har været eksempler på opdrættere, som intentionelt har ladet syge fisk slippe fri.
Når burlaks i titusindvis pludselig slipper fri i naturen, kan det forrykke balancen. De vandrer op i vandløbene, hvor de dels kan ødelægge de befrugtede æg, som allerede er gydt af åens eller elvens hjemmehørende vilde laks. Dels kan de ved at parre sig med vildlaks bidrage til en 'udtynding' af de vilde laksebestandes genetiske særpræg.

## Føde for mennesker
Laks er en af de mest værdsatte spisefisk. Det orange- til mørkerøde kød er rigt på omega-3-fedtsyrer. Det kan spises råt, kogt, stegt og røget.
Indtil 1800-tallet blev laks ikke betragtet som en delikatesse, da den var rigelig, billig og tilgængelig. Der findes beretninger om, at ansatte på gårde protesterede til arbejdsgiveren over, at der alt for ofte blev serveret laks, og at man visse steder vedtog love, der regulerede andelen af laks i kosten. De fleste af disse beretninger kan afvises som vandrehistorier - laks har til alle tider været en værdifuld fisk, som der var god afsætning for. Siden starten af 1900-tallet ændrede situationen sig på grund af overfiskning, vandforurening og opbygning af kanaler og vandkraftværker, der gjorde det sværere eller forhindrede opgangen til gydepladserne.
I 2004 publicerede Ronald A. Hites og David Carpenter et studie af mængden af miljøgifte i opdrættede laks. Resultaterne blev publiceret i tidsskriftet Science og vakte international opsigt.

## Fiskeri
Laksen er udsat for et udbredt fiskeri. Den tages i havet i ruser og bundgarn under sine vandringerne langs kysterne. I Østersøen tages den med flydende langliner, kaldet lakselænker, eller med drivgarn. I ferskvand fanges laksen under opgangen med faststående garn og fælder.
Den totale globale fangst var i 1999 over 4.200 tons. Lande med størst fiskeri var Finland (914 tons) og Irland (511 tons).
Lystfiskeri efter laks har en lang historie. I mere end 200 år er der blevet fisket laks med stang og line i Storbritannien og Irland. Lystfiskere fra den britiske overklasse udbredte sporten, da de udforskede mulighederne for at fiske laks, overalt hvor det kunne lade sig gøre. I Norge, Sverige, Island og Frankrig samt i Nordamerika findes vidnesbyrd og flere steder fiske-lodges fra 'lord-perioden', hvor britiske gentlemen drog ud i verden for at fiske laks.